# Lianyuan
Lianyuan (涟源 ; pinyin : Liányuán) est une ville de la province du Hunan en Chine. C'est une ville-district placée sous la juridiction de la ville-préfecture de Loudi.

## Démographie
La population du district était de 1 056 761 habitants en 1999.